# Туган-Барановская, Таисия Петровна
Таисия Петровна Туган-Барановская  (1831—?) — русская писательница.

## Биография
Из дворянской семьи Туган-Барановских, литовско-татарского происхождения. Дебютировала в 1858 году с двумя повестями: «Две кузины» и «За чем пойдешь, то и найдешь» в журнале «Шахерезада». Затем ее повести и рассказы появлялись в «Модном магазине», «Иллюстрированной газете», «Будильнике», «Занозе» и других периодических изданиях. Резкий сатирический рассказ Туган-Барановский «Сказка о подвигах Дуркопляса» обратил на себя внимание публики и был издан отдельной книгой.
Начиная с 1870-х годов Туган-Барановская публиковала свои произведения в основном в журнале «Сын Отечества». На страницах этого журнала был опубликован длинный ряд её повестей, рассказов и даже романов: «Два пути», «В семье не без урода», «Сирота», «Не все коту масленица», «Учительница музыки», «Клавдия», «Кликуши», «Доживающие и начинающие жить», «Счастье за океаном», «Обоюдная ошибка» и др.
В дальнейшем произведения Туган-Барановской почти не переиздавались, а сама она была практически забыта.